# میلیون‌ها بروسترس (فیلم ۱۹۸۵)
میلیون‌ها بروسترس (به انگلیسی: brewster's millions) فیلمی محصول سال ۱۹۸۵ و به کارگردانی والتر هیل است. در این فیلم بازیگرانی همچون ریچارد پرایر، جان کندی، لونت مک‌کی، استیون کالینز، هیوم کرونین، دیوید وایت، جری اورباک، پت هینگل، دیوید وال، توا فلدشو، گرند ال. بوش، جو گریفاسی، پیتر جیسون، ریک مورانیس و روبرت النشتاین ایفای نقش کرده‌اند.